# Danilo Stael
Danilo Stael é um produtor, diretor, ator, músico e roteirista de cinema brasileiro. Ele produziu o premiado documentário Mãe Solo, onde também foi um dos roteiristas junto com Nane Sacramento. Ele também foi um dos compositores no documentário Mãe Solo juntamente com Tiago Pinto. Danilo recebeu o prêmio Funarte de Dramaturgia em 2018 com a peça "Bumba, o boi que sabia falar". Dirigiu e produziu a série de animação infantil Turminha Animada, e a animação Solzinho de Raios Encaracolados. Além de idealizar o festival de cinema Cineminha B e o Cinelab Blackout. 

## Biografia
Cineasta, nasceu em Salvador, onde estudou Design na Universidade do Estado da Bahia, e realizou o curso técnico em Teatro pela Universidade Federal da Bahia.

## Obras
Audiovisual
- 2025 - O vestido encantado de Anija
- 2025 - Os peixinhos do aquário
- 2021 - Mãe Solo
- 2018 - Turminha Animada
- 2016 - Solzinho de Raios Encaracolados